# ديفيد ألان روزنبرغ
ديفيد ألان روزنبرغ (بالإنجليزية: David Alan Rosenberg)‏ هو مؤرخ أمريكي، ولد في 1948.